# Fígado
Fígado (do latim ficatu) é a maior glândula e o maior órgão maciço do corpo humano. Funciona tanto como glândula exócrina, liberando secreções num sistema de canais que se abrem numa superfície externa, como glândula endócrina, uma vez que também libera substâncias no sangue ou nos vasos linfáticos. Localiza-se no hipocôndrio direito, epigástrio e pequena porção do hipocôndrio esquerdo, sob o diafragma e seu peso aproximado oscila entre 2,3-2,5 kg em um homem adulto e um pouco menos em uma mulher.Num cadáver pesa apenas cerca de1,5kg. Em crianças é proporcionalmente maior, pois constitui 1/20 do peso total de um recém nascido. Na primeira infância é um órgão tão grande, que pode ser sentido abaixo da margem inferior das costelas, ao lado direito.

## Nome
Originalmente, em latim o órgão era denominado iecur. Porém, existia o costume de cevar com figos os animais que eram criados com a intenção de lhes comer o fígado, e estes fígados cevados com figos eram denominados iecur ficatum. Com o tempo, a designação que prevaleceu foi ficatum, da qual deriva o nome do órgão nas línguas romances (português e galego fígado, asturo-leonês fégadu, castelhano hígado, francês foie...).
O prefixo hepato- e o adjetivo hepático, usados na linguagem médica para se referir a coisas relacionadas com o fígado, derivam do grego hēpar (ήπαρ). Este termo, à sua vez, provém de hēpaomai (ἠπάομαι) que significa reparar, consertar, provavelmente devido à capacidade regenerativa deste órgão.

## Funções do fígado
Em algumas espécies animais o metabolismo alcança a atividade máxima logo depois da alimentação; isto lhes diminui a capacidade de reação a estímulos externos. Em outras espécies, o controle metabólico é estacionário, sem diminuição desta reação. A diferença é determinada pelo fígado e sua função reguladora, órgão básico da coordenação fisiológica.
Entre algumas das funções do fígado, podemos citar:
- produção de bile;
- síntese do colesterol;
- conversão de amônia em ureia;
- desintoxicação do organismo;
- síntese de protrombina e fibrinogênio (fatores de coagulação do sangue);
- destruição das hemácias;
- síntese, armazenamento e quebra do glicogênio;
- emulsificação de gorduras no processo digestivo, através da secreção da bile;
- lipogênese, a produção de triacilglicerol (gorduras);
- armazenamento das vitaminas A, B12, D, E e K;
- armazenamento de alguns minerais como o ferro;
- síntese de albumina (importante para a osmolaridade do sangue);
- síntese de angiotensinógeno (hormônio que aumenta a pressão sanguínea quando ativado pela renina);
- reciclagem de hormônios;
- no primeiro trimestre de gestação é o principal produtor de eritrócitos, porém perde essa função nas últimas semanas de gestação.

## Embriologia
O fígado surge como um broto oco (ou divertículo) na porção do intestino primitivo que será o duodeno. Esse broto é predominantemente endodérmico, e passa a crescer e invadir o mesoderma em volta (dentro do septo transverso), delimitando os dois lobos. A medida que se desenvolve suas células se diferenciam em cordões hepáticos, intensamente anastomosados. Tais cordões invadem os vasos da região (vitelinos e umbilicais), dando origem aos sinusoides hepáticos. A porção do divertículo ligada ao duodeno origina o colédoco, o cístico e a vesícula biliar. No feto, o fígado é duas vezes relativamente maior do que no adulto.

## Uma usina de processamento

Localização do fígado (em vermelho) no corpo humano.

Além das funções citadas acima, este órgão efetua aproximadamente 220 funções diferentes, todas interligadas e correlacionadas.
Para o entendimento do funcionamento dinâmico e complexo do fígado, podemos dizer que uma das suas principais atividades é a formação e excreção da bile; as células hepáticas produzem em torno de 1,5 l por dia, descarregando-a através do ducto hepático. A transformação de glicose em glicogênio, este conhecido como amido animal, e seu armazenamento, se dá nas células hepáticas. Ligada a este processo, há a regulação e a organização de proteínas e gorduras em estruturas químicas utilizáveis pelo organismo da concentração dos aminoácidos no sangue, que resulta na conversão de glicose, esta utilizada pelo organismo no seu metabolismo. Neste mesmo processo, o subproduto resulta em ureia, eliminada pelo rim. Além disso, paralelamente existe a elaboração da albumina, e do fibrinogênio, isto tudo ao mesmo tempo em que ocorre a desintegração dos glóbulos vermelhos. Durante este processo, também age em diversos outros, tudo simultaneamente, destruindo, reprocessando e reconstruindo, como se fossem vários órgãos independentes, por exemplo, enquanto destrói as hemácias, o fígado forma o sangue no embrião; a heparina; a vitamina A a partir do caroteno, entre outros.
O fígado, além de produzir em seus processos diversos elementos vitais, ainda age como um depósito, armazenando água, ferro, cobre e as vitaminas A, vitamina D e complexo B.
Durante o seu funcionamento produz calor, participando da regulação do volume sanguíneo; tem ação antitóxica importante, processando e eliminando os elementos nocivos de bebidas alcoólicas, café, barbitúricos, gorduras entre outros. Além disso, tem um papel vital no processo de absorção de alimentos.

## Morfologia

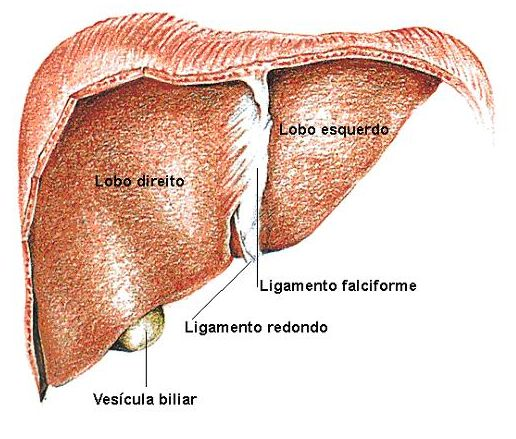
Fígado anterior.

Nos humanos, o fígado tem um formato que lembra o de um trapézio, com ângulos arredondados, dando-lhe aparência ovalizada. Sua coloração é vermelho-escuro, tendendo ao marrom arroxeado, os tecidos que o compõem são de natureza muito frágil, sua aparência e consistência seguem o padrão de outros animais. Sua localização é na parte mais alta da cavidade abdominal, embaixo do diafragma no hipocôndrio direito. É formado por três superfícies: superior ou diafragmática, inferior ou visceral e posterior. Alguns anatomistas dividem o órgão em dois lobos, o direito é bem maior que o esquerdo, tendo ainda mais dois lobos bem menores situados entre o direito e o esquerdo.
A superfície superior fica imediatamente abaixo do músculo diafragma e o ligamento falciforme divide-a em dois lobos: o direito e o esquerdo. A superfície inferior é plana, dividida por três sulcos, dando uma forma de H. Na parte anterior do sulco direito, encontra-se a vesícula biliar, que é uma bolsa membranosa que armazena bile; na parte frontal do sulco esquerdo, está situado o ligamento redondo que é a veia umbilical obliterada após o nascimento.
Existe ainda um sulco transverso determinado pelo hilo, que é por onde entram e saem todos os vasos sanguíneos, excetuando-se as veias hepáticas. Os sulcos dividem a superfície inferior do fígado em quatro lobos: direito; esquerdo; o quadrado, e, por último, o caudado também chamado de Spiegel.
O fígado tem grande parte da superfície externa revestida pelo peritônio, que forma os ligamentos que o conectam ao abdômen e às vísceras vizinhas. Envolvendo-o, há um invólucro especial, formado pela chamada cápsula de Glisson, esta, reveste todo o órgão, sem interrupção, como uma capa, que na parte mais próxima do hilo envolve a artéria hepática, a veia porta e a via biliar. estes três elementos formam a tríade portal.
Embora o tecido hepático seja macio, a cápsula que o recobre é extremamente resistente e diminui a possibilidade de lesões traumáticas. Em caso de ruptura, as consequências são gravíssimas, pois o tecido interno se rompe com grande facilidade.
O órgão é constituído por aproximadamente cem mil lóbulos, que são minúsculos agregados celulares formados pelos hepatócitos que se organizam em cordões dispostos em volta da veia chamada de centrolobular. A veia porta contém muitas pequenas ramificações, ligadas aos sinusoides, que são espaços compreendidos entre as diversas camadas de células hepáticas.

## Irrigação
O fígado recebe suprimento sanguíneo da veia porta hepática e das artérias hepáticas. A veia porta supre aproximadamente 75% do volume sanguíneo do fígado e transporta sangue venoso drenado do baço, trato gastrointestinal e seus órgãos associados. As artérias hepáticas fornecem sangue arterial para o fígado, correspondendo aos 25% de volume restantes. A oxigenação do órgão é realizada por ambas as fontes sendo que aproximadamente 50% da demanda de oxigênio do fígado é suprida pelo fluxo da veia porta hepática. O sangue transita pelos sinusoides hepáticos até a veia central de cada lóbulo, que coalesce nas veias hepáticas, que por sua vez deixam o fígado e drenam para a veia cava inferior.

## Histologia
O componente básico histológico do fígado é a célula hepática, ou hepatócito, estas são células epiteliais organizadas em placas. A unidade estrutural hepática chama-se lóbulo hepático. Em seres humanos estes lóbulos estão juntos em parte de seu comprimento. Os hepatócitos estão dispostos nos lóbulos hepáticos formando como se fossem pequenos tijolos, e entre eles vasos chamados sinusoides hepáticos, e estes são circundados por uma bainha de fibras reticulares. Os sinusoides contêm macrófagos, chamados de células de Kupffer, que vão desempenhar diversas funções.

## Processamento químico e subprodutos
As impurezas são filtradas pelo fígado, que destrói as substâncias tissulares transportadas pelo sangue. Os lipídios, glicídios, proteínas, vitaminas, etc, vindos pelo sangue venoso, são transformados em diversos subprodutos.
Os glicídeos são convertidos em glicose, que metabolizada se converte em glicogênio, e, novamente convertida em açúcar que é liberado para o sangue quando o nível de plasma cai.
As células de Kupffer, que se encontram nos sinusoides, agem sobre as células sanguíneas que já não têm vitalidade, e sobre bactérias, sendo decompostas e convertidas em hemoglobina e proteínas, gerando a bilirrubina, que é coletada pelos condutores biliares, que passam entre cordões dessas células que segregam bílis; esta, por sua vez, vai se deslocando para condutos de maior calibre, até chegar ao canal hepático, (também chamado de ducto hepático, ou duto hepático); neste, une-se numa forquilha em forma de Y com o ducto cístico, chegando à vesícula biliar. Da junção em Y, o ducto biliar comum estende-se até o duodeno, primeiro trecho do intestino delgado, onde a bílis vai se misturar ao alimento para participar da digestão. O alimento decomposto atravessa as paredes permeáveis do intestino delgado e suas moléculas penetram na corrente sanguínea. A veia porta conduz estas ao fígado, que as combina e recombina, enviando-as para o resto do organismo.

## A importância do fígado e seu poder de regeneração
Em casos de impactos muito fortes, pode haver ruptura da cápsula que recobre o fígado, com a imediata laceração do tecido do órgão.
As lesões em geral são alarmantes e de extrema gravidade, podendo ser muitas vezes fatais, devido à enorme quantidade de sangue que pode ser perdida, dado o grande número de vasos sanguíneos que compõem o órgão.
Se em caso de acidente grave, e consequente lesão, a pessoa sobreviver, o fígado geralmente demonstrará alto e rápido poder de regeneração.

## Enfermidades
Entre as principais enfermidades que acometem ao fígado estão:
- hepatites virais (agudas e/ou crônicas), ocasionadas pelos vírus A, B, C, D ou E;
- doenças alcoólicas do fígado;
- doenças hepáticas causadas por toxinas;
- insuficiência hepática;
- fibroses e cirroses hepáticas;
- hepatopatias de etiologia desconhecida (ou criptogênicas).

## Galeria

### Fígado humano

Sistema digestivo acessório
Órgãos digestivos
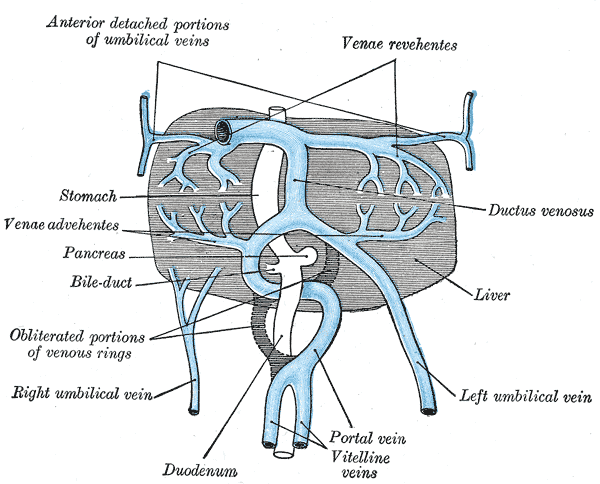
Venação do fígado de um embrião humano de 24-25 dias, visto pela superfície ventral.
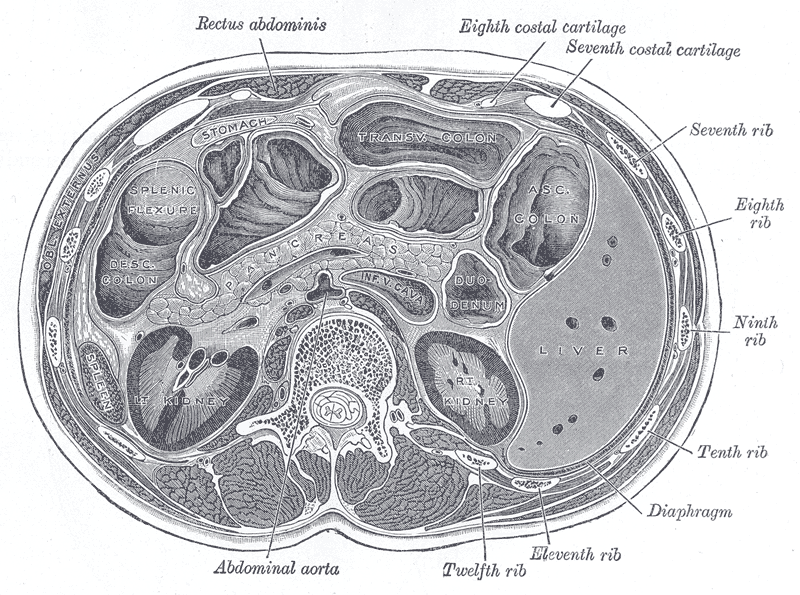
Secção transversal através do centro da primeira vértebra lombar, mostrando os diferentes órgãos abdominais.
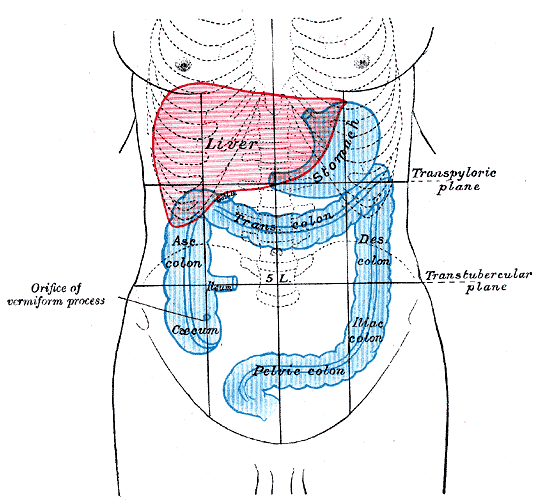
Frente do abdômen, mostrando a localização do fígado, estômago e intestino grosso
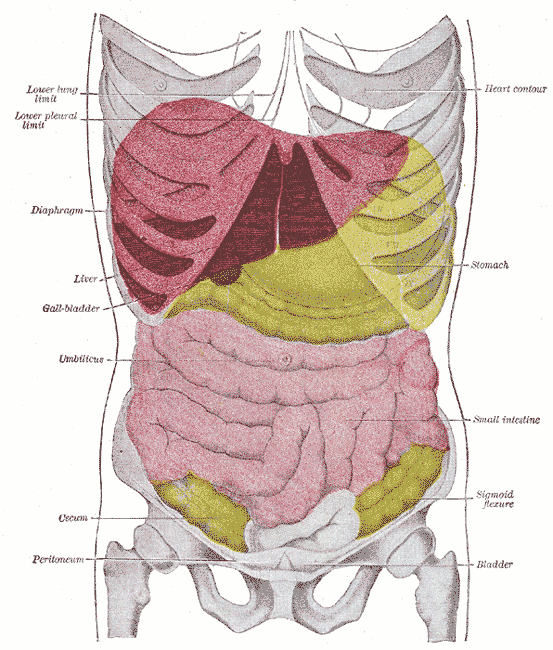
Topografia das vísceras torácicas e abdominais
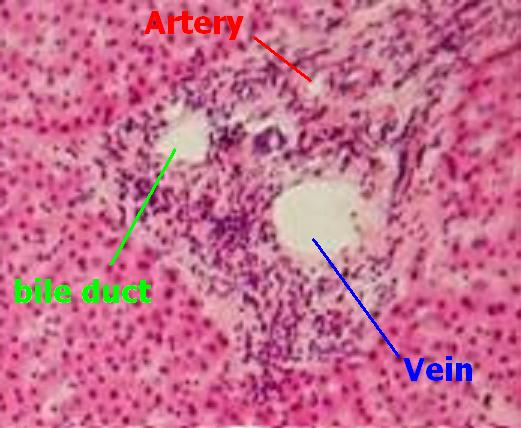
Lâmina histológica do fígado mostrando sua tríade portal
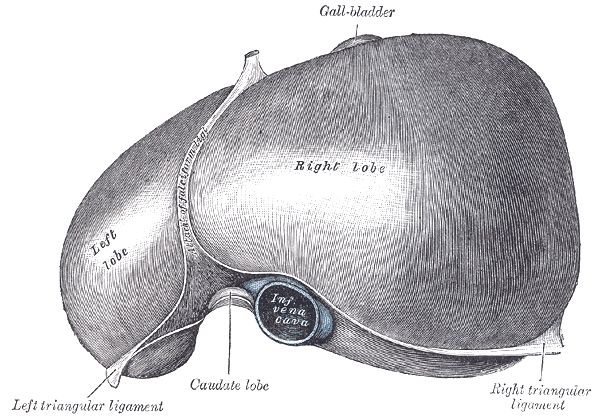
Vista frontal do fígado humano
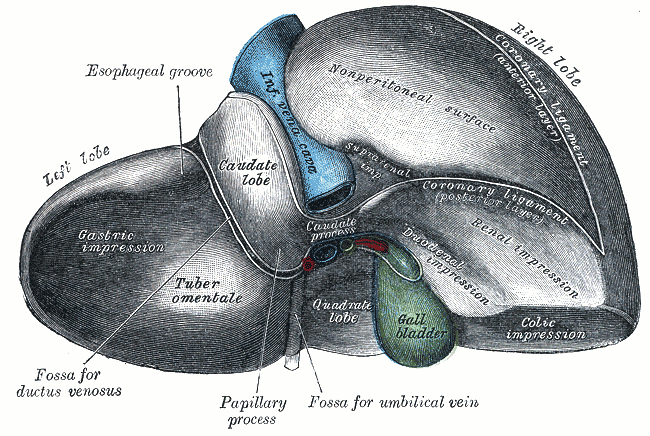
Vista por trás do fígado humano

### Em outras espécies

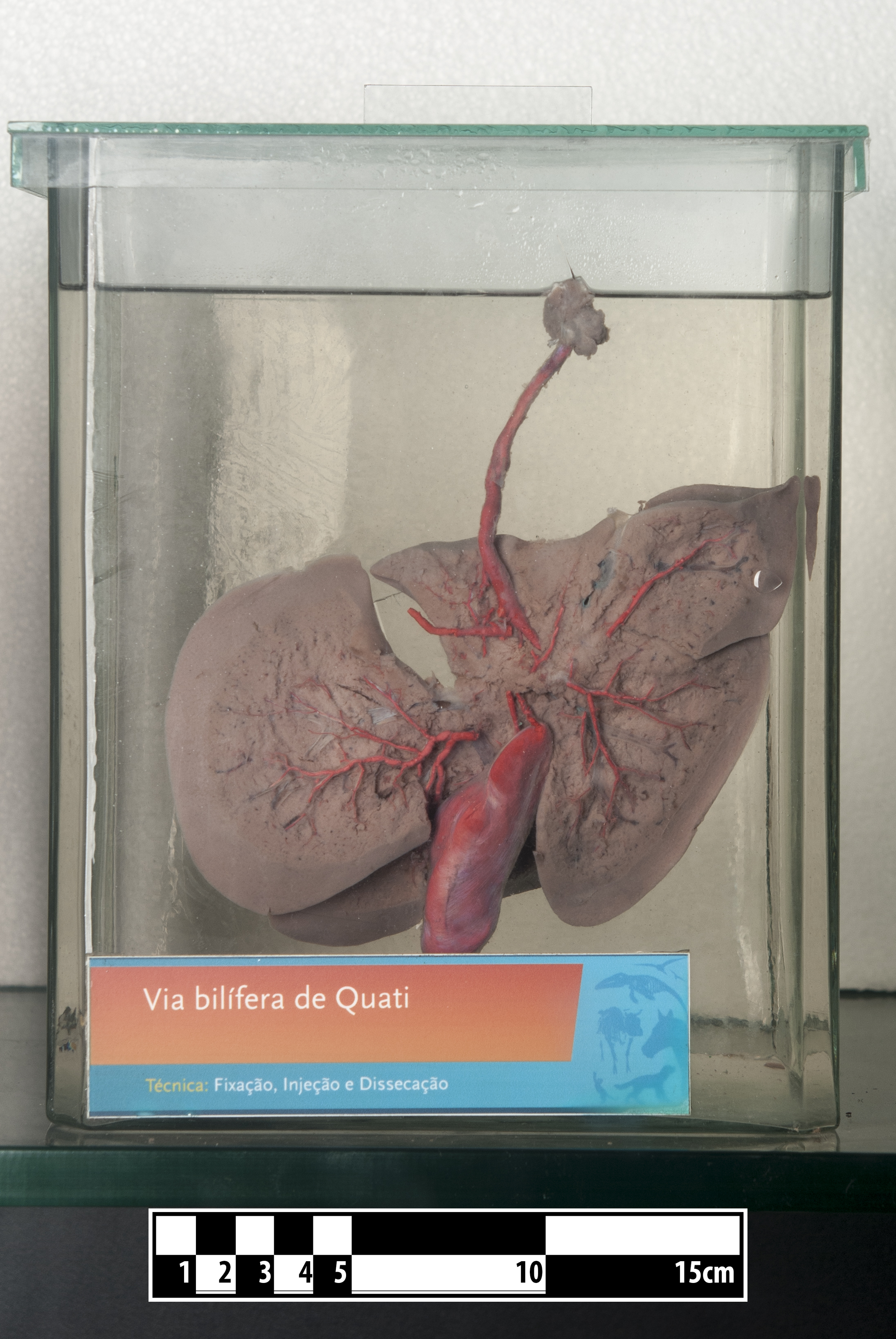
Fígado de quati
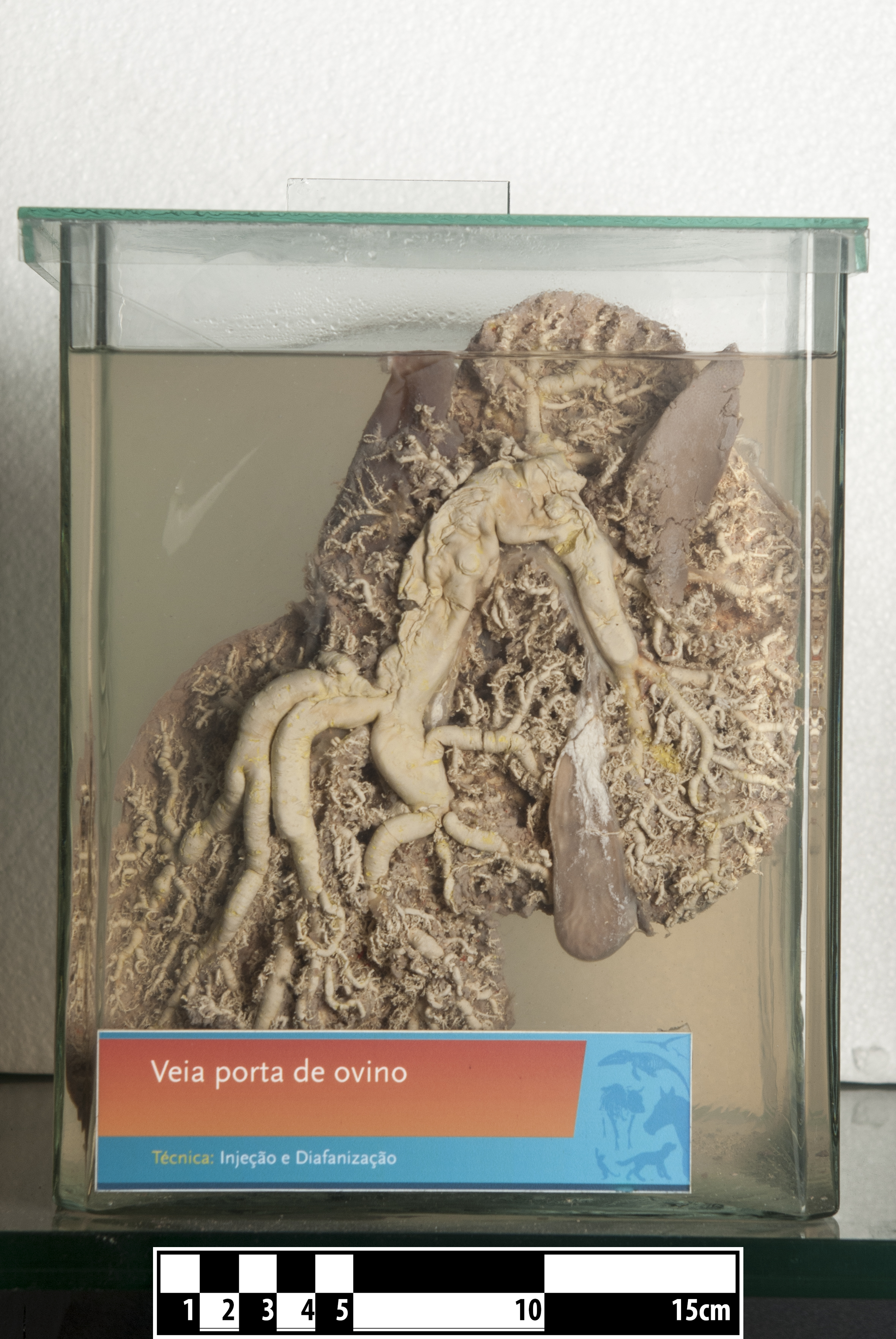
Fígado de ovelha
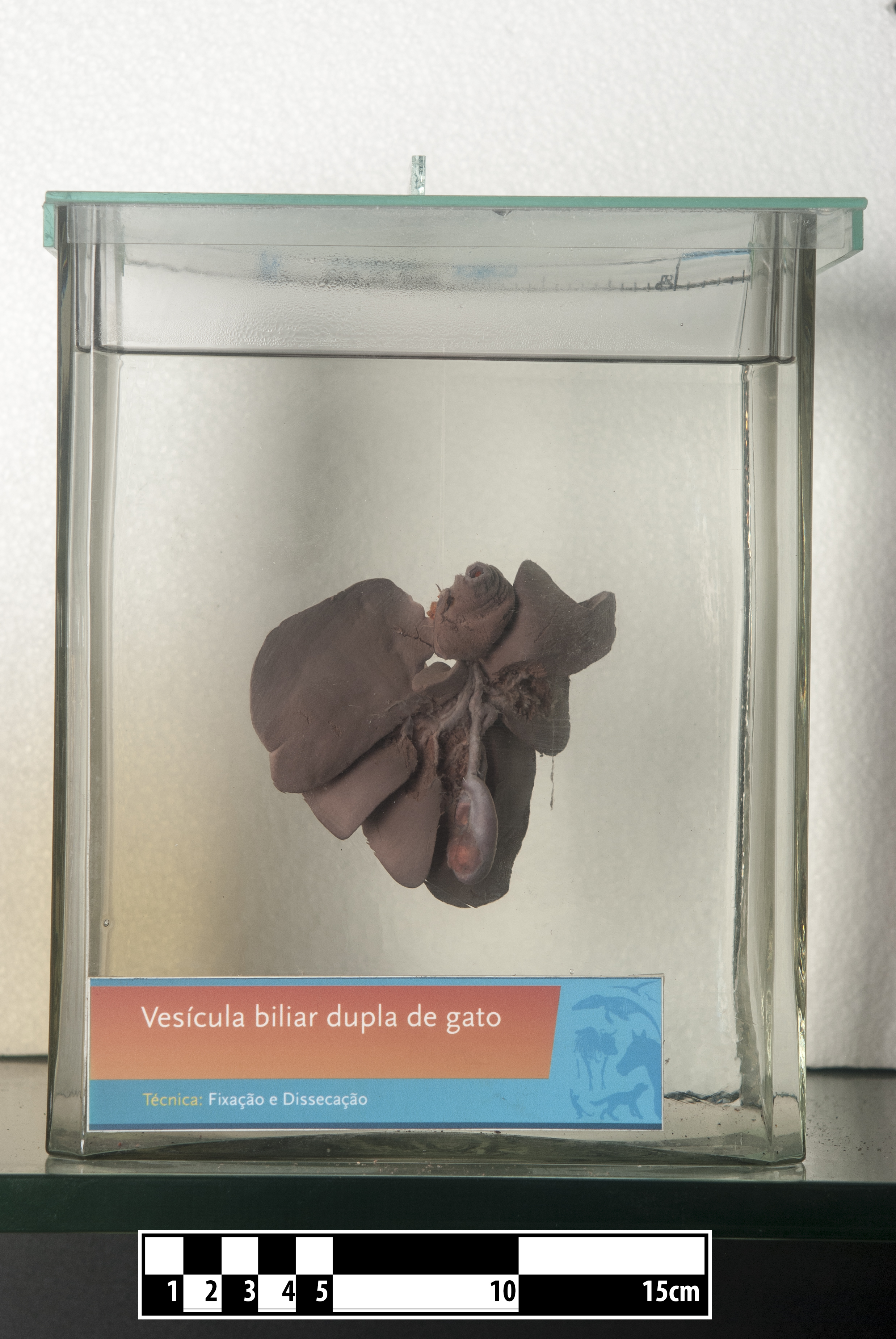
Fígado de gato (com vesicular biliar dupla)
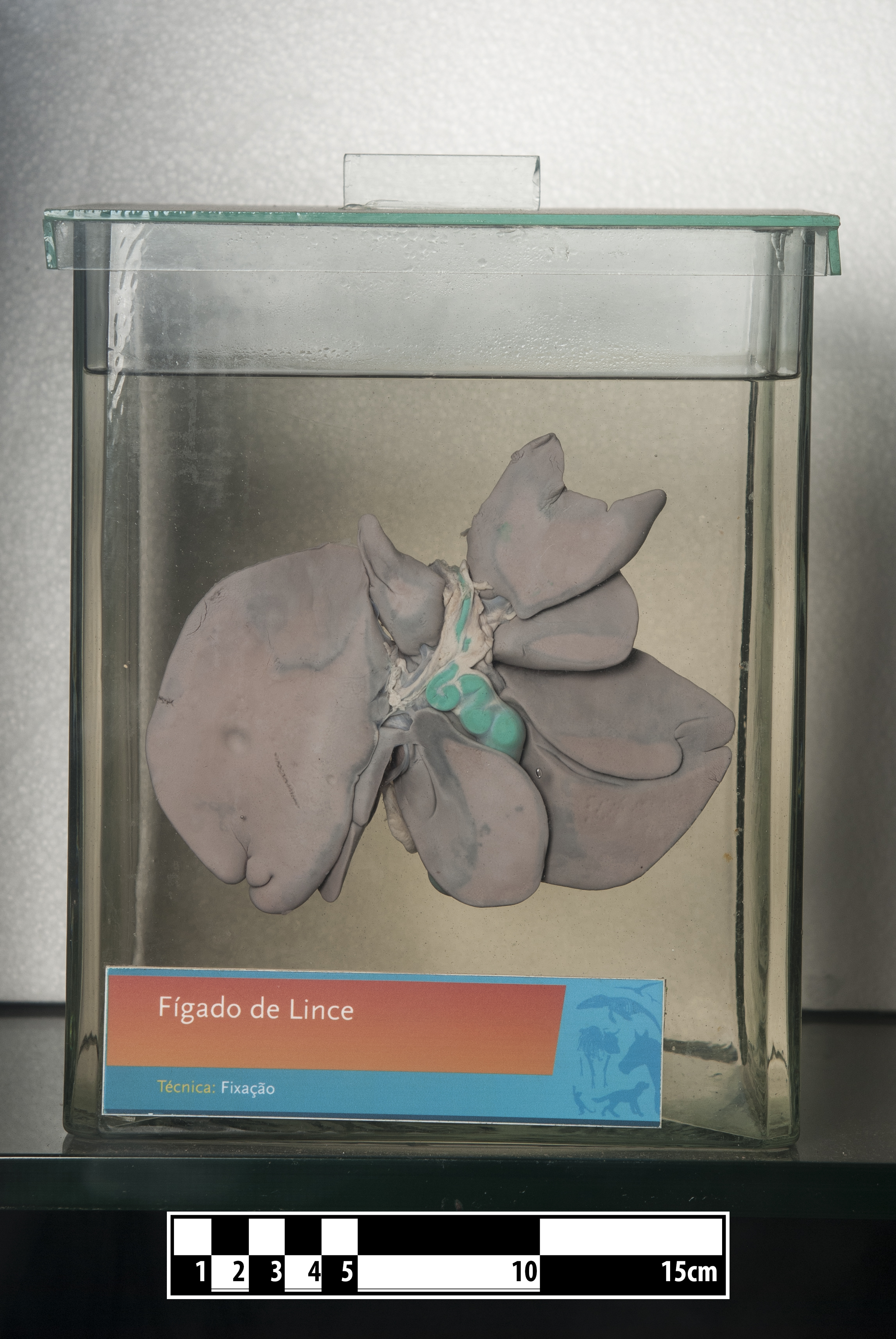
Fígado de lince
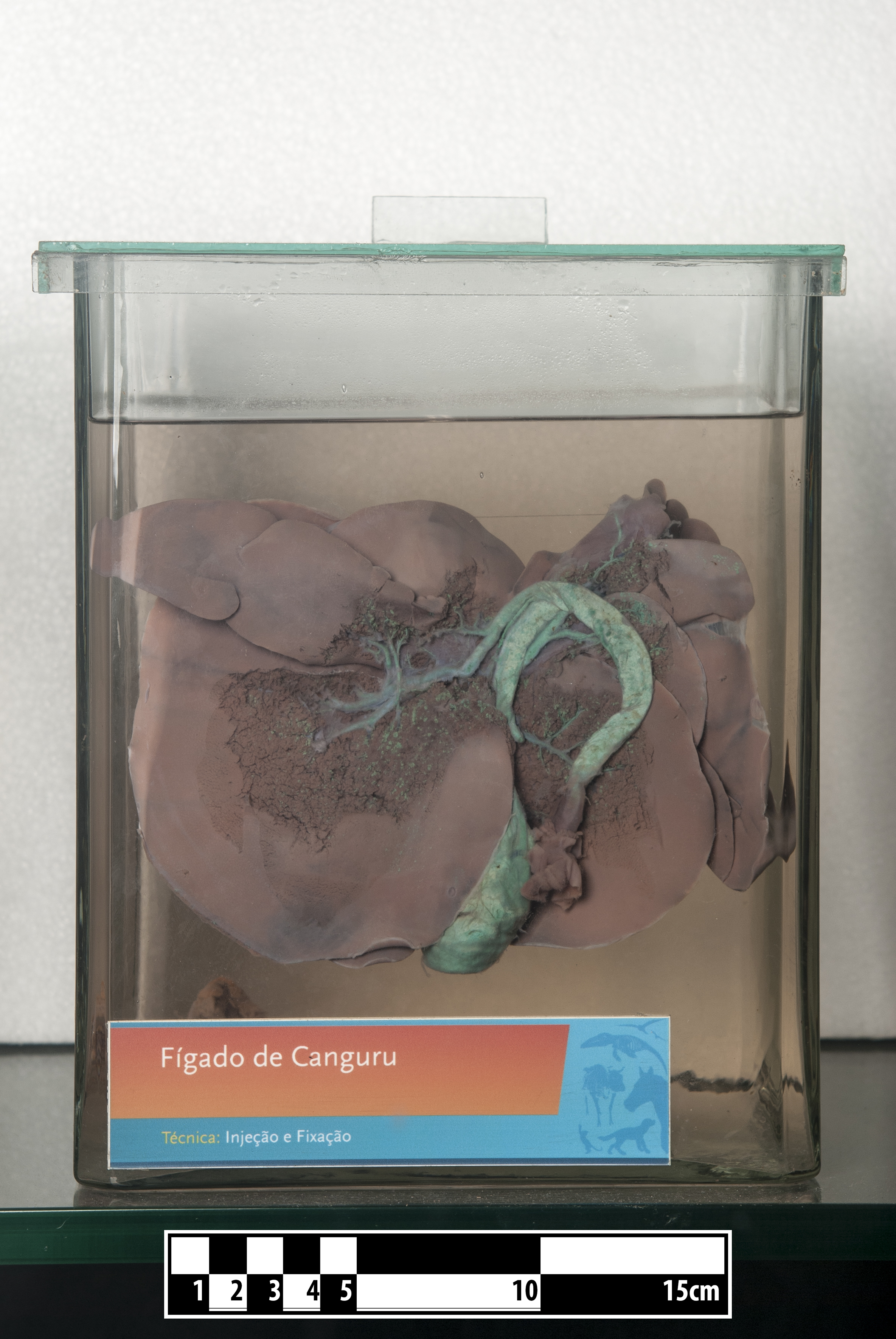
Fígado de canguru
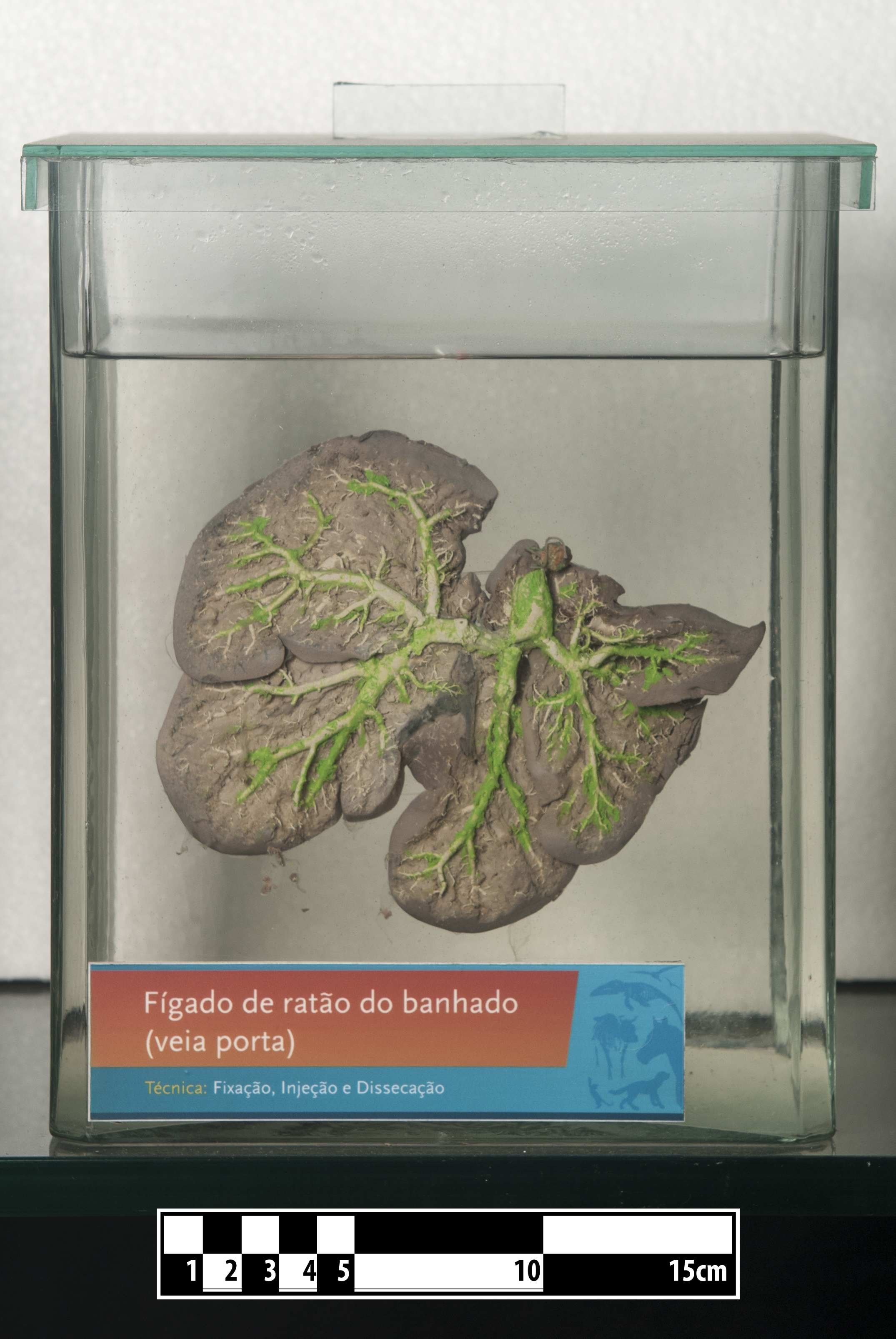
Fígado de ratão-do-banhado
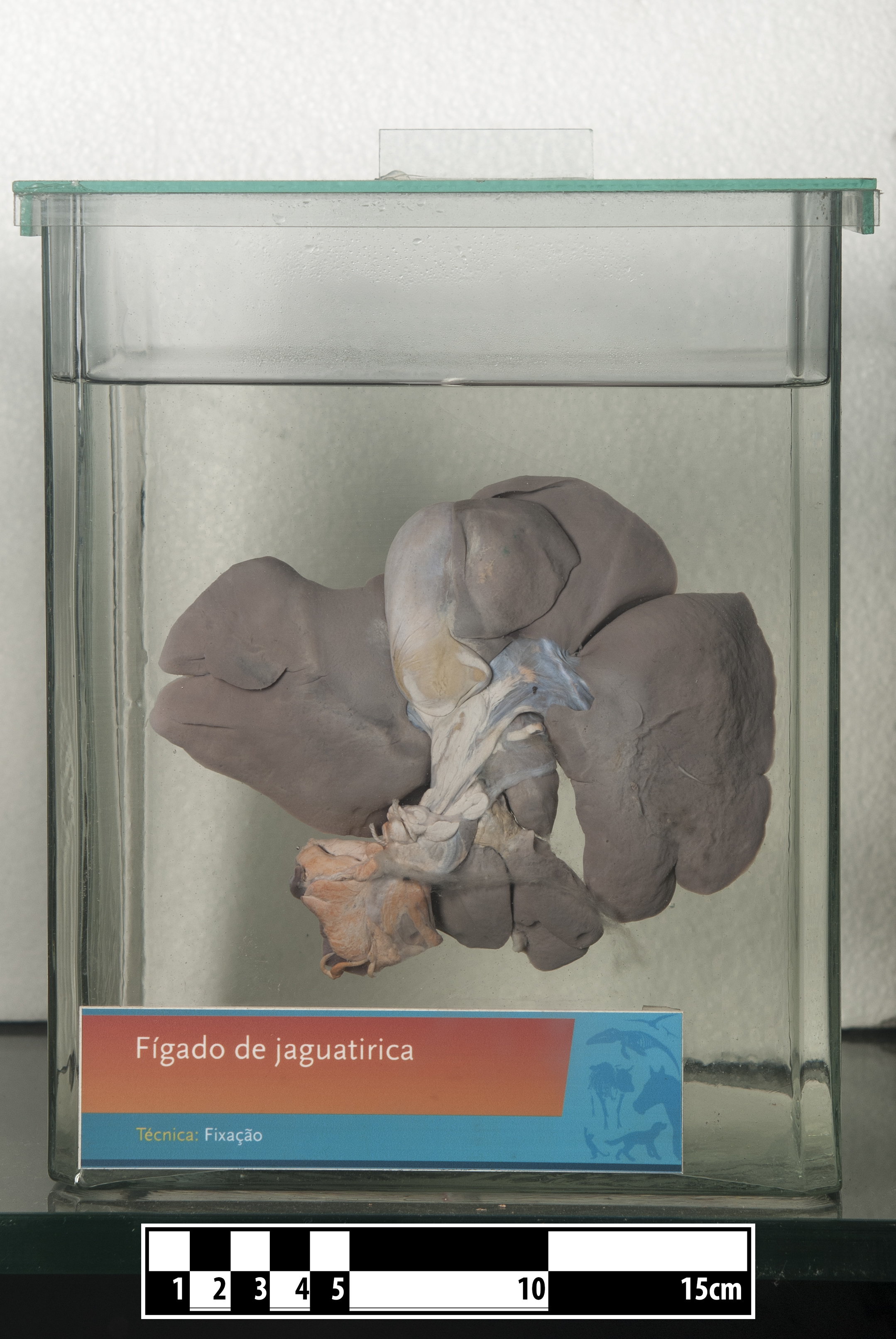
Fígado de jaguatirica
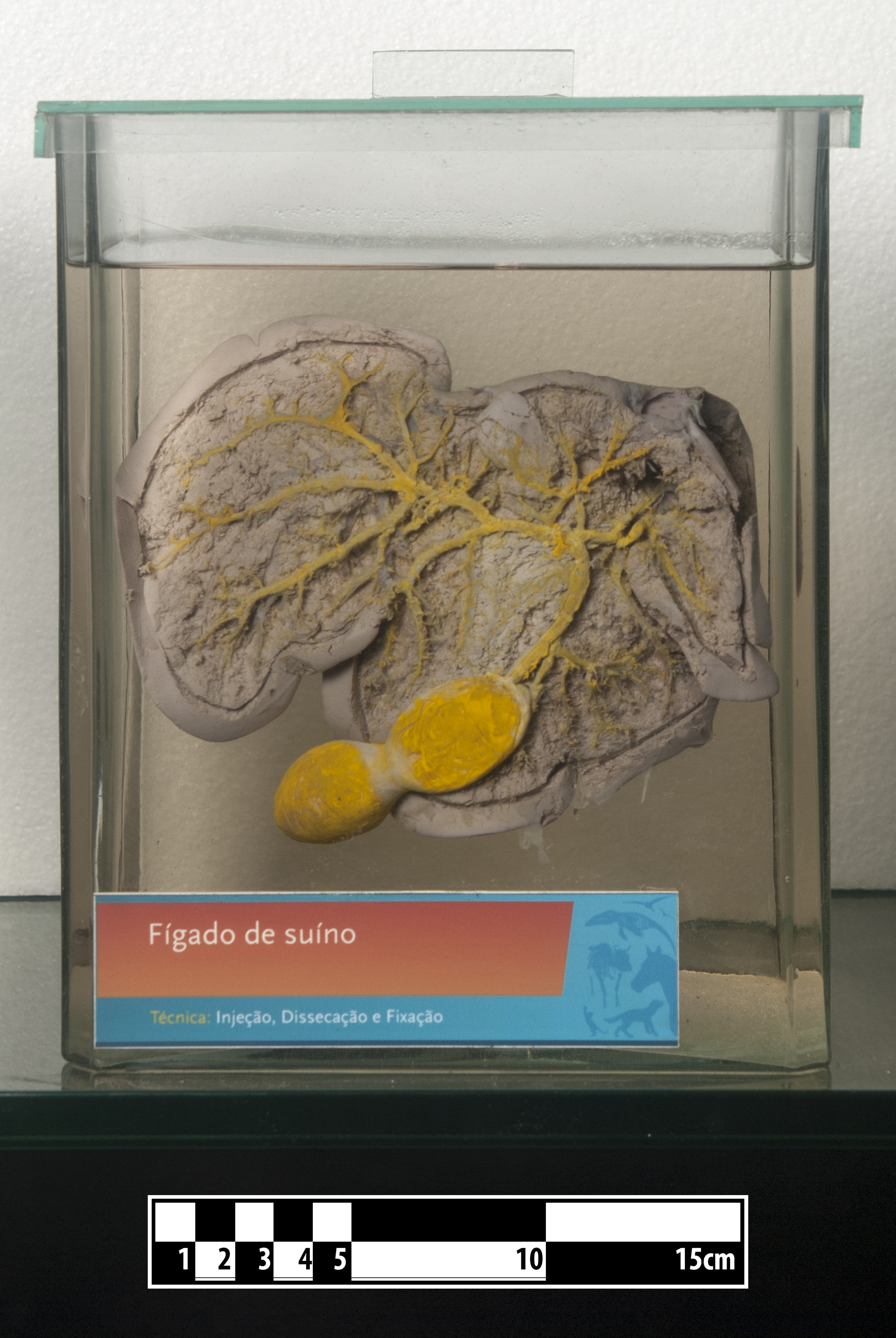
Fígado de porco
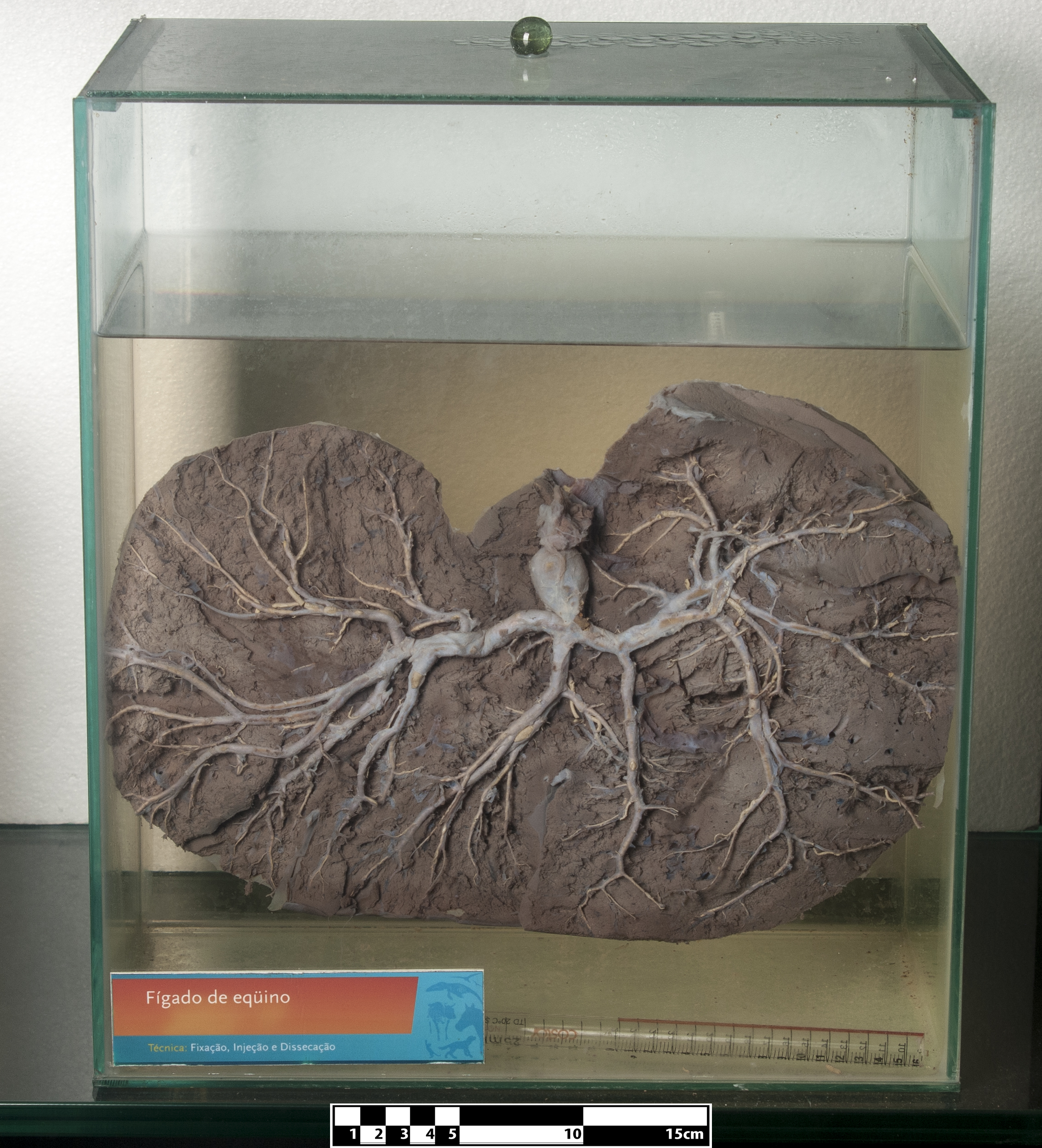
Fígado de equino